# 菅原一秀

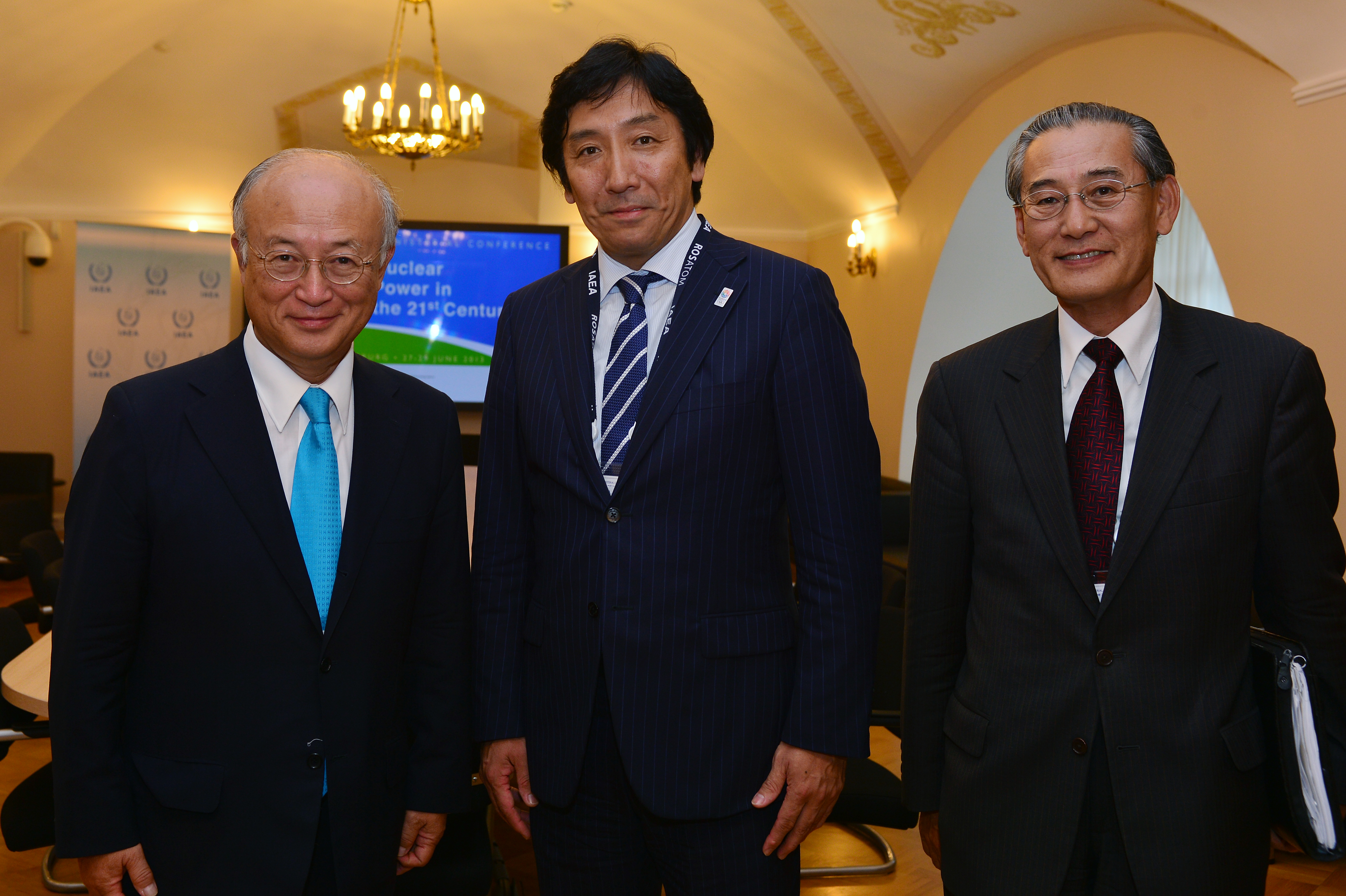
2013年、天野之弥（左）、小沢俊朗（右）とサンクトペテルブルグにて

菅原 一秀（すがわら いっしゅう、1962年〈昭和37年〉1月7日 - ）は、日本の政治家。
衆議院議員（6期）、経済産業大臣（第24代）、財務副大臣（第3次安倍内閣）、経済産業副大臣（第2次安倍内閣）、厚生労働大臣政務官（第1次安倍内閣）、自由民主党東京都支部連合会会長代行、自由民主党財務金融部会長、東京都議会議員（1期）、練馬区議会議員（2期）等を務めた。2021年に公職選挙法違反容疑を受けて衆議院議員を辞職し、同年、同法違反により公民権停止3年等の有罪判決が確定した。

## 来歴
東京都練馬区豊玉に生まれる（現住所は練馬区豊玉南3丁目）。父親は秋田県羽後町の出身で、都内で建設会社を設立した。練馬区立豊玉南小学校、練馬区立豊玉中学校、早稲田実業学校高等部を経て、早稲田大学社会科学部に推薦入学。卒業後は同政治経済学部政治学科に学士入学。地方自治を研究する寄本勝美ゼミと雄弁会に所属。早大卒業後、日商岩井に入社。
1991年、練馬区議会議員選挙に立候補し、初当選。1995年に再選されるが、1997年に辞職。同年の東京都議会議員選挙に立候補し、当選。

### 衆院選へ立候補
2000年、都議を辞職し、第42回衆議院議員総選挙に自由民主党公認で東京9区から立候補。民主党前職の吉田公一に敗れ、比例復活も叶わず落選。
2003年、第43回衆議院議員総選挙に再び東京9区から自民党公認で立候補し、前回敗れた吉田を下して当選した。2005年の第44回衆議院議員総選挙では、東京9区で民主党新人の川島智太郎を破り、再選。当選後、自由民主党副幹事長に就任。第1次安倍内閣では厚生労働大臣政務官に任命された。
2008年自由民主党総裁選挙では、同じ東京都選出で都連会長の石原伸晃の推薦人に名を連ねる。2009年の第45回衆議院議員総選挙では東京9区で民主党新人の木内孝胤に敗れたが、重複立候補していた比例東京ブロックで復活し、3選。
2012年の第46回衆議院議員総選挙では、東京9区で日本未来の党から立候補した木内らを破り、4選。選挙後に発足した第2次安倍内閣で経済産業副大臣に就任。2013年10月、経済産業副大臣を退任し、党の財務金融部会長に就任。
2014年12月14日の第47回衆議院議員総選挙で5選。同年12月25日、臨時閣議が開かれ、第3次安倍内閣の副大臣・政務官人事が諮られるが、選挙前に不祥事が相次いで報じられた御法川信英は財務副大臣再任を固辞。後任として同副大臣（主税、関税、国際局、政策金融を担当）に任命された。
2017年の第48回衆議院議員総選挙で6選。

### 経済産業大臣就任、選挙区民の買収
2019年9月11日、第25回参議院議員通常選挙後に発足した第4次安倍第2次改造内閣で経済産業大臣、ロシア経済分野協力担当大臣に就任。同年10月10日、「週刊文春」10月17日号が発売。菅原が地元の有権者にメロンやカニなどを贈ったことや秘書に対する暴力、パワハラなどが報じられた。10月25日、不祥事の影響で経済産業大臣を辞任（後述）。
2020年6月25日、東京地検特捜部は菅原を不起訴処分とした。同年11月6日、衆議院厚生労働委員会の筆頭理事に就任。
2021年2月24日付で、東京第4検察審査会は菅原の公職選挙法違反容疑を「起訴相当」と議決した。
2021年4月23日、東京地検が菅原を任意で事情聴取し、立件の可否を検討していることが明らかとなった。
同年6月1日、菅原は自民党に離党届を提出し、衆議院議長大島理森宛てに議員辞職願を提出した。記者会見は開かず、「本来であれば直接おわびとご説明をしたいところですが、当局からの処分がなされておらず、さらにコロナ禍であることから、現時点では控えさせていただきます」とのコメントを発表した。
国会議員の期末手当は6月1日が基準日のため、菅原には満額の314万2,802円が支給される。6月2日、立憲民主党国対委員長の安住淳は「6月に入ってからの辞職であれば、半年分のボーナス支給を丸々受けられる。納得できない国民がたくさんいると思う」と述べ、自民党国対委員長の森山裕と会談。辞職前に疑惑について説明するべきだとして、菅原の政治倫理審査会への出席を求めた。菅原は同日夜、Facebookを更新し、期末手当を全額返上する意向を表明した。同日、自民党は離党届を受理。同月3日の衆議院本会議で議員辞職が許可された。残余任期が半年を切っているため、公職選挙法の規定により、菅原の辞職に伴う補欠選挙は実施されない。同月8日、東京地検特捜部は、菅原を公職選挙法違反（寄付の禁止）で略式起訴した。同月21日、東京簡易裁判所から「罰金40万円・公民権停止3年」の命令を受けた（同月16日付。略式手続の場合は2週間以内に正式裁判の申し立てができるが、申し立てがなく確定した）。公職選挙法違反の場合は原則5年の公民権停止が適用されるが、菅原が衆議院議員を辞職したことを考慮し、簡裁側が情状を酌量したものとみられる。これにより第49回衆議院議員総選挙への立候補資格を失った。同月30日、自身のFacebookを更新し、期末手当全額（税引き後）の211万5986円を東日本大震災義援金に寄付したことを明らかにした。
2024年3月14日発売の「週刊文春」3月21日号は後述の不祥事に関して菅原が有権者だけでなく森喜朗にもメロンを贈っており、森も「俺のところにも随分持ってきた」と発言した音声が残っていると報じた。

### 2024年衆議院議員選挙
2024年7月3日、菅原の公民権停止が解除された。同年9月9日、高市早苗が自民党総裁選挙へ立候補する意向を表明。推薦人が定まってなかった頃から菅原は高市に何度も電話をかけ、「みんな高市さんを応援している」と伝えた。総裁選は同月27日に実施され、高市は決選投票で石破茂に敗れた。
同年10月8日、産経新聞は、菅原が第50回衆議院議員総選挙に向けて新しい東京9区から出馬する意向を固めたと報じた。10月9日、自民党の森山裕幹事長は同日付で菅原の復党を了承したと明らかにした。同日、自民党は衆院選の第1次公認候補として計279人の擁立を発表。非公認は6人追加され、その中に東京9区から出馬予定の今村洋史も含まれた。森山は報道陣から菅原か今村のいずれかを当選後に追加公認するかどうかを問われ「現実的にはそうなるのではないか」と説明した。同日、日本共産党練馬地区委員会は、立憲民主党現職の山岸一生を自主的に支援することを決定した。10月10日、今村は都内の事務所で記者会見し、無所属で出馬する意向を表明した。それから2日後の12日、今村は立候補を断念する意向を固め、保守候補は菅原に一本化された。
同年10月15日、総選挙が公示され、東京9区からは無所属の菅原、立憲民主党の山岸、日本維新の会新人の元宝塚市議会議員の大河内茂太、みんなでつくる党党首の大津綾香の4人が立候補した。10月17日に日本経済新聞が序盤情勢を発表。「菅原と山岸が激しく競る。菅原は自民支持層の6割を取り込み、公明への浸透をめざす」と報じた。同日、高市は石神井公園駅前で行われた街頭演説に駆け付け、総裁選のエピソードについて触れ、「私を助けていただいた方。本当にお世話になった。必ず戻ってきてください」と述べた。10月18日、自民党は菅原を推薦すると発表した。10月19日、公明党は菅原の推薦を決定した。10月20日、菅原はXを更新し、「東京9区を立憲共産党から奪還すべく死力を尽くす」と述べた。
同年10月27日、総選挙執行。自民公明両党の推薦を受けたものの、山岸に1万600票余りの差を付けられ落選した。

## 人物

### 統一教会との関係
- 2016年、世界平和統一家庭連合（旧統一教会）を国教にするための議員連合組織「世界平和国会議員連合（IAPP）」が立ち上げられ、11月17日に参議院議員会館で開かれた創設大会「ILS（国際指導者会議）-JAPAN2016」に菅原など国会議員63名が参加した[50]。
- 2017年3月22日、菅原が代表を務める「自由民主党東京都第9選挙区支部」は、旧統一教会の関連団体「世界平和女性連合」に会費15,000円を支払った[51][52]。
- 2017年10月、統一教会の懇親会「平和大使と地方議員の集い」に菅原が参加したという情報がある[50][53]。この懇親会の目的の1つは、政治家に青年信者を引き合わせ、選挙活動や議員活動をサポートする運動員やスタッフとして派遣することにある[50]。同年10月の衆院選で、菅原は統一教会の青年信者グループを運動員として使っていた疑惑がある[50][54]。菅原は鈴木エイトの取材に対し、「1万パーセント関係ない。私そういうの嫌いだから、宗教団体は嫌い。公明党は応援してもらってますけど」と否定したが、元秘書の証言とは食い違っている[50][55][53]。
- 2017年11月3日、統一教会の学生組織「国際勝共連合大学遊説隊 UNITE（ユナイト）」による集会『改憲2020実現大会』が永田町の星陵会館で開催され、菅原はゲストスピーカーとして登壇、二世信者を激励した[56][57][50]。菅原の参加が分かったのは、同大会で講演した保守系タレント・吉木誉絵のツイートからだった[50][58]。

### その他
- 大学時代には全日本ディスコダンス選手権で3位に入賞。7位入賞だったSAM（のちのTRF）とロッキーというダンスユニットを組んで各地のディスコ破りをするほどの実力派ダンサーであった[59]。
- 父の菅原甫（はじめ、2018年1月死去）は第33回衆議院議員総選挙に旧秋田2区から無所属で立候補したが落選。この出来事が政治家を志すきっかけになったと記している[5]。
- 内閣官房長官菅義偉の最側近として知られ、2019年6月、菅を慕う中堅・若手の議員らでつくる勉強会「令和の会」を立ち上げた[60]。会の名前は、菅が官房長官として新元号を発表したことにちなんだものである[61]。
- 2009年にパチンコメーカー・ダイナム経営者佐藤洋治から30万円の献金を受けている[62]。
- 2012年、東京都知事選挙に出馬した猪瀬直樹に対し、献金を行っていたと報じられた（猪瀬は当選したが、2013年に辞職）[63]。
- 練馬区議会議員の川澄雅彦（2015年初当選）は菅原の私設秘書を15年務めた[64]。同区議の柴田幸子（2018年4月の補選で初当選）は菅原の公設秘書を11年、政策秘書を3年務めた[65]。柴田と菅原はかつて男女の関係にあったが、菅原は取材に対し「1万パーセントありません」と否定した[66]。
- 2024年5月20日、一部週刊誌に於いてフリーアナウンサーの岡安弥生と結婚したと報じられる[67]。同日夕方、菅原は自身のSNSを通じ、結婚の事実を報告した[68]。菅原は離婚歴があり、今回が再婚となる。

## 不祥事

### 甲子園に4回出場と詐称
2004年1月、選挙広報において「早稲田実業高校卒。硬式野球部で甲子園に4回出場」と記載していたが、実際はバッティングピッチャーでベンチ入りは1回もなく、補欠としてアルプススタンドで3回応援していたことが判明した。菅原は「選挙公報の単純なチェックミス」と釈明した。

### 秘書給与ピンハネ疑惑
2007年10月25日発売の「週刊新潮」11月7日号は、菅原の秘書給与ピンハネ疑惑を報じた。2006年11月に月給25万円で採用された私設秘書Aは2007年1月、菅原から「公設第一秘書が辞めたので、あとをやらないか」と持ち掛けられた。Aの給料は公設第一秘書になって40万円に跳ね上がったが、菅原はAに、私設秘書のときの給料との差額15万円を党支部へのカンパとして事務所に払い込むよう言った。Aは実質的に強制と認識していたが、菅原は「カンパは本人の意思で、こちらから強制したということは断じてありません」と弁解した。

### 暴力団関連企業からの献金
2009年に暴力団関係企業である後藤解体工業から150万円の献金を受けていた。後藤解体工業は役員に暴力団幹部が就任しているために東京都の暴力団排除条例に該当し、指名停止処分を受けていた。

### 秘書の酒気帯び運転
2011年10月2日、菅原の私設秘書の男性が酒気帯び運転で停車中のタクシーに追突し、タクシーの男性運転手に軽傷を負わせる事故を起こした。菅原は事務所を通じ、「大変お騒がせして申し訳ありません。以後、徹底して指導にあたります」とコメントした。

### 国会での野次
2016年2月29日、衆議院予算委員会で民進党の山尾志桜里議員が「保育園に落ちた日本死ね」と書かれたブログについて質問中、「匿名だよ、匿名」と野次を飛ばした。その後ネット上では「言い訳にしか聞こえない」「論点すり替えてばっかり」などの批判が相次ぎ、国会前では「保育園落ちたの私だ」と書かれたプラカードを持った人々によるデモが行われ、2万7000筆以上を集めたネット署名が塩崎恭久厚生労働大臣に手渡された。

### 女性蔑視発言
2016年3月31日発売の「週刊文春」4月7日号が、菅原の女性蔑視発言と国会に対する虚偽の請暇願いを報じた。菅原は独身時代の2012年の年末頃から27歳の女性と交際。当該女性に対し「女は25歳以下がいい。25歳以上は女じゃない」「子どもを産んだら女じゃない」などと暴言、さらにはモラル・ハラスメントを繰り返していたとされる。

### 交際女性とのハワイ旅行と虚偽の請暇願い
2016年3月31日発売の「週刊文春」4月7日号は、上記蔑視発言とともに、菅原が国会開会中だった2013年4月27日から5月1日にかけて、交際女性を同伴してハワイ旅行に出かけていたことも報じた。菅原は衆議院議員運営委員会に「政治経済事情視察」として請暇願いを出していたが、旅行期間中はゴルフ三昧だった。女性には「嘘を申請したから大丈夫」と説明していた。
菅原はFacebookに反論記事を公開し、「本人が公衆の前に出てくれば冷静に判明できます」「出てきて下さい。そのA子さん」と呼びかける記事を公開したがのちに削除した。菅原は「誤って消してしまいました」と説明している。

### 蓮舫に対するデマ
2016年6月17日、都知事選を巡る自民党の会合が開かれ、出席した菅原は、立候補が取りざたされていた民進党の蓮舫代表代行について、「五輪に反対で、『日本人に帰化をしたことが悔しくて悲しくて泣いた』と自らのブログに書いている。そのような方を選ぶ都民はいない」と発言した。しかしその発言の事実はなくネットのデマであることがわかり、「蓮舫氏のブログではなく、ネットで流れていた情報だった」と訂正した。

### 他党議員の政治活動用ポスターを破棄
公設第二秘書（当時）に命じ、立憲民主党代表の枝野幸男の政治活動用ポスターを夜陰に乗じて破らせた。菅原は「夜、あのポスターを破ってこい。車には菅原一秀と赤文字で書かれてあるが、それは何かで隠せ。車は遠くに止めて、歩いて行け。代わりに俺のポスターを貼ってこい」等と細かく指示。秘書が行ったふりをすると、「まだ枝野のポスターがあるじゃないか」と叱責した。秘書は朝日新聞出版の取材に「枝野さんには本当に申し訳ないです。菅原氏には法を守るという意識はありません」と証言している。

### ジャーナリストへの取材妨害
ジャーナリストの鈴木エイトは、旧統一教会との関係を端緒に、菅原のカレンダー配布・有権者買収といった公選法違反、虚偽通報・虚偽刑事告訴など様々な疑惑を追及、報道してきたが、菅原側からたびたび取材妨害を受けた。鈴木の菅原への取材は、2017年11月、統一教会系団体「勝共UNITE」による『改憲2020実現大会』に菅原が出席したとされることから始まり、さらに2017年衆院選の際に統一教会信者が菅原陣営の運動員として入り込んでいたという情報もあり、取材を継続した。鈴木は、菅原の取材妨害について、「カルト団体と同様の策動と攻撃性」と指摘している。
- 2019年6月（経産相の就任3ヶ月前）、鈴木が菅原の事務所に取材の申し入れに行った際、応接ソファに通され待っていたところ、秘書から110番通報され、同行したジャーナリストの藤倉善郎と共に警察で6時間の取り調べを受け、建造物侵入で刑事告訴された（10月に不起訴処分[84]）[85][54][86]。その後の調査で、自民党顧問弁護団の弁護士が菅原事務所を訪れ、刑事告訴するために協議していたことが分かった[83][50]。
- 2019年7月、鈴木が、参院選に出馬した自民党・武見敬三の演説会を取材した際は、武見事務所からの許可を受けていたが、菅原と秘書たちから入場を拒まれ、警察を呼ばれた[50][87][88]。この演説会の会場には、統一教会幹部や勝共UNITEの主要メンバーが入場していた[50]。
- 2019年9月11日、菅原が経産大臣になった際は、藤倉と共に経済産業省の広報室長から経産大臣会見の取材について「永劫に出入禁止」と通告された[54][89][90]。
- 2019年11月、菅原の元秘書である柴田幸子区議の区政報告会に取材に行った際は、入口で菅原の秘書から入場を拒まれ、警察を呼ばれた[54][91][53]。
- 2020年9月、街頭演説中に取材した際は、菅原は鈴木の住所などの個人情報を連呼した上で「○○（鈴木の本名）さん、早く××のお家に帰ったほうがいい」と脅迫めいた発言をした[92][83]。この様子を記録した動画は、鈴木自身によりYouTubeに公開されている[93]。

### 選挙区民の買収と接待
2006 - 2007年、選挙区内の有権者に「カニ、メロン、みかん、筋子、たらこ、イクラ」などを配り、2018 - 2019年、選挙区内の有権者33団体と26人に、「祝儀」や「香典」などの名目で現金約53万円、生花約27万円の合計約80万円を提供した。2019年9月の経済産業大臣就任直後の10月、これらの公職選挙法違反（有権者買収）疑惑を報じられた。10月25日に、国会で説明することなく経済産業大臣を辞任（事実上の更迭）。2020年6月、東京地検特捜部が不起訴処分とするが、2021年2月に検察審査会が「起訴相当」と議決。同年6月2日、自民党を離党し、3日に議員辞職。同月8日、略式起訴され、21日、東京簡易裁判所は、公民権停止3年と罰金40万円の略式命令を出した。通常は、公民権が5年間停止されるが、簡裁は議員辞職したことなどを考慮して、期間を3年に短縮した。
2009年
- 8月3日、朝日新聞は菅原が2007年に東京9区の支持者らに対して1個約2千円のメロンを贈っていたと報じた[103]。公職選挙法では、国会議員およびその後援団体の、選挙区内での金品の贈与が禁止されている[103]。

2019年
- 10月10日、「週刊文春」10月17日号が発売。同号は、菅原が地元の有権者にカニやメロンなどを贈った疑惑、編集部が2006年から2007年にかけての「贈答品リスト」や裏帳簿を入手したこと、菅原の暴力などにより公設秘書17人が退職したこと、菅原から「月10万円は事務所に入れろ」と要求された元秘書の証言などを報じ、菅原を「令和版　疑惑のデパート」と評した[15][53]。
- 10月15日、国会で野党から有権者への贈答品をリストを示されて追及されるが、「事務所に贈答品リストが見当たらなかった」「（贈答品を贈ったことは）わたしの認識では、ない」と答弁した[53]。
- 10月17日、「週刊文春」の2週目の特集は、贈答品を受け取った有権者からのお礼状や証言、元秘書の証言を掲載した[53]。
- 同日、立憲民主党の杉尾秀哉参議院議員は、「贈答品リスト」を作成したとする元秘書に聞き取り調査した際の音声データを公表した[94][104]。音声データには菅原が「この人はカニ、この人はイクラね」と指示する声が収録されていた[94]。
- 10月18日、菅原は閣議後の記者会見で「元秘書がどなたかわからない。現状ではコメントできない」と述べた[104]。
- 10月24日、「週刊文春」10月31日号の3週目の特集は、10月17日に菅原の公設秘書が、地元支援者の通夜に香典を届けた現場写真が掲載された[105][53]。葬儀に議員本人が香典を持参する場合を除き、選挙区内で有権者に香典を送るのは、公職選挙法違反となる[53][106]。また、菅原が後援者をランク分けし、LINEで指示したことなどが報じられた[105]。記者からの質問に、菅原は「明日、国会で説明する」と話した[53]。
- 10月25日、菅原は国会で説明することなく、安倍晋三首相に辞表を提出した（事実上の更迭[53]、後任は梶山弘志）[107]。ただし辞職の理由については「国会の法案審議の停滞」と説明している[108]。菅原は「今後、政治活動において説明責任を果たしていきたい」と話したが、体調不良を理由に以後、衆議院本会議を欠席し続けた[109][110]。
- 12月5日、日本テレビの取材を受けるが、一連の疑惑については曖昧な返事を繰り返した[111]。

2020年
- 1月20日、第201回通常国会が召集される。国会で取材を受けた菅原は、自由民主党の離党と議員辞職を否定した[112]。
- 6月25日、刑事告発を受け捜査していた東京地方検察庁特別捜査部（以下、東京地検特捜部）は、「法を軽視する姿勢が顕著とまでは言い難かったため」として菅原を不起訴処分（起訴猶予）とした[16][113]。
- 7月1日、「週刊文春」電子版の「文春オンライン」は、菅原が毎年練馬区在住の有権者800人以上を集め関東近郊の景勝地を巡るバスツアーを複数回開催していたこと、その収支を政治資金収支報告書に記載しておらず、政治資金で差額を補填して公職選挙法に違反していた可能性が高いことなどを報じた[114]。会費としてバス代、昼食代、その他込みで1人あたり9500円を徴収していたが、元経理担当スタッフは「格段に安い会費を集め、集票目的の“接待”を続けてきた。毎年多額の差額が発生し、そのたびに事務所が補填しているのが実態」と発言している。内部資料によれば、2019年9月に2回、10月に1回の計3回のバス旅行について会費と旅行会社への振込代金の間に合計約112万円の差が生じており、差額は事務所が補填していた[114]。取材に対し菅原は弁護士名で「バス旅行に要した費用が参加者等から頂いた参加費等を上回った事実はないものと認識」と、書面で回答した[115]。
- 7月20日、菅原を刑事告発した東京都内の新聞出版会社社長が、不起訴とした東京地検特捜部の処分を不服として、検察審査会に審査を申し立てた[116][117]。
- 11月6日、菅原が衆議院厚生労働委員会の与党筆頭理事に就任[17][18]。

2021年
- 2月24日、東京第四検察審査会は、東京地検が不起訴（起訴猶予）とした菅原について「起訴相当」と議決した。特別捜査部（特捜部）が再捜査して再び不起訴としても、2回目の審査で審査員11人中8人以上が起訴を求めれば菅原は強制的に起訴される。検察審査会は特捜部の捜査について「対応に疑問を抱かざるを得ない」と批判した[118][119]。これを受け、山元裕史東京地検次席検事から、「議決については真摯に受け止め、内容を精査し、所要の捜査を行った上、適切に対処したい」とのコメントが出された[120][121][122]。
- 4月23日、東京地検特捜部が菅原を任意で事情聴取したことが、報道により明らかとなった。同日午前、菅原は衆議院厚生労働委員会の与党筆頭理事を辞任した[123][124]。東京地検特捜部は現金提供も含めて再捜査し、公職選挙法違反罪での立件の可否を改めて検討していると報道された[113]。
- 5月22日、東京地検特捜部が菅原を公職選挙法違反の罪で略式起訴する方針を固めたことが、報道により明らかとなった[125]。
- 6月1日、自民党に離党届を提出し、大島理森衆議院議長宛てに辞職願を提出した[21]。離党届は同月2日に受理され、辞職願は同月3日に許可された[2]。
- 6月8日、公職選挙法違反（選挙区内での寄付）の罪で略式起訴された[126][127][128]。
- 6月21日、「罰金40万円・公民権停止3年」の略式命令を受け[27][28]、確定[3]。

### 宣伝看板とポスターと幟を駅前に放置
前述の鈴木エイトは2024年10月15日、X（旧ツイッター）に「石神井公園駅前、菅原一秀候補が宣伝看板とポスターと幟を放置。本人やスタッフの姿も見当たらない。このまま放置しておくのだろう。とりあえず駅前交番には報せておいたが…」と投稿した。
翌日、鈴木は「昨夜の幟や看板等の放置について今朝、石神井公園駅前で菅原一秀候補に訊くと『選挙妨害！』と主張。『選挙妨害の証拠』とスタッフに私を撮影するよう指示。日テレの取材には喜んで応じ、都合の悪い質問をする私には選挙妨害を主張」と投稿した。

## 政策・主張

### 憲法
- 憲法改正について、2012年、2014年、2017年、2024年のアンケートで「賛成」と回答[131][132][133][134]。

- 9条改憲について、2014年の毎日新聞社のアンケートで「賛成」と回答[135]。憲法9条への自衛隊の明記について、2024年のNHKのアンケートで「賛成」と回答[134]。

- 2014年7月1日、政府は従来の憲法解釈を変更し、集団的自衛権の行使を容認することを閣議で決定[136]。この閣議決定を評価するかとの問いに対し、同年の朝日新聞社のアンケートで「どちらかと言えば評価する」と回答[132]。集団的自衛権の行使に賛成かとの問いに対し、同年の毎日新聞社のアンケートで「賛成」と回答[135]。

### 外交・安全保障
- 普天間基地の移設問題について、2012年の毎日新聞社のアンケートで「名護市辺野古に移設すべき」と回答[131]。
- 「政府が尖閣諸島を国有化したことを評価するか」との問いに対し、2012年の毎日新聞社のアンケートで「評価する」と回答[131]。
- 従軍慰安婦に対する旧日本軍の関与を認めた「河野談話」の見直し論議について、2014年の毎日新聞社のアンケートで「見直すべき」と回答[135]。
- 安全保障関連法の成立について、2017年のアンケートで「評価する」と回答[133]。

### ジェンダー
- 選択的夫婦別姓制度の導入についての各メディアのアンケートの結果は以下のとおり。
  - 2014年 - 朝日新聞社には「どちらかといえば反対」と回答[132]。
  - 2017年 - 朝日新聞社には「どちらとも言えない」と回答[133]。
  - 2024年 - NHKには回答しなかった[134]。

- 同性婚を可能とする法改正についての各メディアのアンケートの結果は以下のとおり。
  - 2017年 - 朝日新聞社には「どちらとも言えない」と回答[133]。
  - 2024年 - NHKには「反対」と回答[134]。

- クオータ制の導入について、2024年のNHKのアンケートで「賛成」と回答[134]。

### その他
- アベノミクスについて、2014年、2017年のアンケートで「評価する」と回答[135][133]。
- 安倍内閣による森友学園問題・加計学園問題への対応について、2017年のアンケートで「どちらかと言えば評価する」と回答[133]。
- 首相の靖国神社参拝について、2014年のアンケートで「どちらかと言えば賛成」と回答[132]。2017年のアンケートで「どちらとも言えない」と回答[133]。
- 「『道徳』を小中学校の授業で教え、子供を評価することに賛成か、反対か」との問いに対し、2014年の毎日新聞社のアンケートで「賛成」と回答[135]。
- 「原子力発電所は日本に必要だと思うか」との問いに対し、2014年の毎日新聞社のアンケートで回答しなかった[135]。
- 脱原発を主張していたが[137]、2019年第200回衆議院本会議にて、立憲民主党枝野幸男代表より、2017年衆議院選挙時における菅原の選挙公報に記載された脱原発について、経産大臣就任後に「原発ゼロは今この瞬間将来的に考えても現実的ではない」と言っており、公約違反ではないかと質問されたが、この質問に対して「徹底した省エネや再エネの最大限の導入により取り組み、原発依存度を可能な限り低減させていくといった政府、与党の考え方と同じであり、決して公約違反ではない」と回答した[138]。

## 所属団体・議員連盟
（議員連盟は議員辞職により全て退会）
- 日中友好議員連盟[139]
- 日韓議員連盟
- 日本会議国会議員懇談会[140]
- 神道政治連盟国会議員懇談会[140]
- みんなで靖国神社に参拝する国会議員の会[140]
- トラック輸送振興議員連盟
- 自民党動物愛護管理推進議員連盟（幹事）
- 文化財国際協力推進議員懇談会
- ボーイスカウト振興国会議員連盟
- 日本安全保障・危機管理学会（顧問）
- タクシー・ハイヤー議員連盟（事務局長）
- チアリーディング推進議員連盟（事務局次長）

## 選挙歴
| 当落 | 選挙                     | 執行日         | 年齢 | 選挙区       | 政党       | 得票数     | 得票率 | 定数 | 得票順位 /候補者数 | 政党内比例順位 /政党当選者数 |
| ---- | ------------------------ | -------------- | ---- | ------------ | ---------- | ---------- | ------ | ---- | ------------------ | ---------------------------- |
| 当   | 1991年練馬区議会議員選挙 | 1991年4月      | 29   | ――           | ーー       | ーー票     | ーー   | ー   | ー/ー              | /                            |
| 当   | 1995年練馬区議会議員選挙 | 1995年4月23日  | 33   | ――           | ーー       | ーー票     | ーー   | ー   | ー/ー              | /                            |
| 当   | 1997年東京都議会議員選挙 | 1997年7月6日   | 35   | 練馬区選挙区 | 自由民主党 | 2万5358票  | ーー   | 5    | 4/12               | /                            |
| 落   | 第42回衆議院議員総選挙   | 2000年06月25日 | 38   | 東京都第9区  | 自由民主党 | 8万1912票  | 33.57% | 1    | 2/4                | 11/4                         |
| 当   | 第43回衆議院議員総選挙   | 2003年11月09日 | 41   | 東京都第9区  | 自由民主党 | 11万2868票 | 45.83% | 1    | 1/4                | /                            |
| 当   | 第44回衆議院議員総選挙   | 2005年09月11日 | 43   | 東京都第9区  | 自由民主党 | 15万3309票 | 53.86% | 1    | 1/4                | /                            |
| 比当 | 第45回衆議院議員総選挙   | 2009年08月30日 | 47   | 東京都第9区  | 自由民主党 | 12万6026票 | 42.49% | 1    | 2/4                | 5/5                          |
| 当   | 第46回衆議院議員総選挙   | 2012年12月16日 | 50   | 東京都第9区  | 自由民主党 | 14万5013票 | 53.49% | 1    | 1/4                | /                            |
| 当   | 第47回衆議院議員総選挙   | 2014年12月14日 | 52   | 東京都第9区  | 自由民主党 | 12万3368票 | 51.40% | 1    | 1/3                | /                            |
| 当   | 第48回衆議院議員総選挙   | 2017年10月22日 | 55   | 東京都第9区  | 自由民主党 | 12万2279票 | 49.17% | 1    | 1/4                | /                            |
| 落   | 第50回衆議院議員総選挙   | 2024年10月27日 | 62   | 東京都第9区  | 無所属     | 6万4798票  | 37.89% | 1    | 2/4                | /                            |

## 関連文献
- 『日本を壊した安倍政権』ハーバー・ビジネス・オンライン編著、扶桑社、2020年12月、ISBN 978-4594086749
- 『ジャーナリズムと建造物侵入罪: やや日ブックレット1』藤倉善郎:著、やや日刊カルト新聞社、2022年1月9日
- 『Bansweek（バンズウィーク日本版）2020年1月1日第5号』やや日刊カルト新聞社,藤倉善郎,鈴木エイト,菅野完:著、やや日刊カルト新聞社、2022年1月10日
- 『自民党の統一教会汚染―追跡3000日』鈴木エイト、小学館、2022年9月26日、ISBN 978-4093801232